# Шанкс, Эдвард
Эдвард Ричард Бакстон Шанкс (англ. Edward Richard Buxton Shanks; 11 июня 1892, Лондон — 4 мая 1953) — английский писатель. В Первую мировую войну был известен в качестве военного поэта, а затем в качестве академика и журналиста, литературного критика и биографа. Он также написал несколько произведений в жанре научной фантастики.
Шанкс родился в Лондоне, получил образование в школе Мёрчант-Тейлорс и Тринити-колледже Кембриджа. В 1913 году он защитил степень бакалавра в области истории. В 1912—1913 годах был редактором литературного журнала Granta. Во время Первой мировой войны служил в британской армии во Франции, но был демобилизован в 1915 году.
Позже Шанкс был литературным рецензентом London Mercury (1919—1922) и в течение небольшого промежутка времени преподавал в Ливерпульском университете (1926). С 1928 по 1935 год он был ведущим автором газеты Evening Standard.
В 1920 году вышел его научно-фантастический роман The People of the Ruins, в котором после ввода в анабиоз в 1924 году главный герой просыпается через 150 лет в постапокалиптической Британии. Произведение имеет антикоммунистический подтекст (по его сюжету будущее разрушено марксистскими революционерами).

## Награды и почётные звания
Шанкс является первым лауреатом Готорнденской премии (1919).

## Работы
- Songs (1915) поэма
- Hilaire Belloc, the man and his work (1916) вместе c Крейтоном Манделлой
- Poems(1916)
- The Queen of China and Other Poems (1919) поэма
- The Old Indispensables (1919) новелла
- The People of the Ruins (1920) новелла
- The Island of Youth and Other Poems (1921) поэма
- The Richest Man (1923) новелла
- First Essays On Literature (1923) критика
- Bernard Shaw (1924) критика
- The Shadowgraph and Other Poems (1925)
- Collected Poems (1900—1925) (1926)
- The Beggar’s Ride (1926) драма
- Second Essays On Literature (1927) критика
- Queer Street (1933)
- The Enchanted Village (1933)
- Poems 1912—1932 (1933)
- Tom Tiddler’s Ground (1934)
- Old King Cole (1936) новелла
- Edgar Allan Poe (1937)
- My England (1939)
- Rudyard Kipling — A Study in Literature and Political Ideas (1940)
- Poems 1939—1952 (1953)